# Boronia keysii
Boronia keysii là một loài thực vật có hoa trong họ Cửu lý hương. Loài này được Domin mô tả khoa học đầu tiên năm 1926.